# Guido Bruck
Guido Bruck  (11 de noviembre de 1920, Vienna – 13 de marzo de  1966, Melk) fue un numismático austriaco.
En 1948 obtuvo su doctorado en filosofía. El mismo año, fue contratado por el Museo Kunsthistorisches en Viena donde trabajó como curador hasta su muerte.
Es conocido por su revolucionario trabajo "Die spätrömische Kupferprägung", Moneda de cobre en la Roma Bajoimperial , en el que analiza y clasifica la moneda del Bajo Imperio Romano, permitiendo su identificación por cecas. Su trabajo sirvió como base para posteriores estudios y es frecuentemente citado para la identificación de monedas del Bajo Imperio.